# بينغت روبرتسون
بينغت روبرتسون (بالسويدية: Bengt Robertson)‏ هو كاتب سويدي، ولد في 14 سبتمبر 1935 في ستوكهولم في السويد، وتوفي بنفس المكان في 7 ديسمبر 2008.